# FF Lugano 1976
El Football Femminile Lugano 1976 (conocido como FF Lugano 1976 o simplemente Lugano) es un equipo de fútbol femenino suizo de Lugano que juega a nivel nacional en la Nationalliga A.
Desde 2015 y a través de su presidente Emanuele Gaiarin, anima a los jóvenes futbolistas estadounidenses que han jugado al fútbol de la NCAA a que jueguen para ellos brindándoles alojamiento y clases de italiano gratis. A través de éste enfoque, terminaron segundos en la temporada 2018/19 e hicieron su debut europeo en la Liga de Campeones Femenina de la UEFA 2019-20. La mayoría de la escuadra actual son estadounidenses.

## Historia
El club fue fundado en 1976 por Andrea Incerti, originalmente como AS Armonia Lugano, pero más tarde, en 1983, el club se incorporó a Rapid Lugano y cambió su nombre a FCF Rapid Lugano. Ganaron su primer título de liga en la temporada 1988/89.
De 1978 a 2009, el club organizó un torneo de Pascua de renombre internacional con equipos nacionales e internacionales. Lugano ganó este torneo nueve veces, incluidas tres victorias consecutivas entre 2005 y 2007.
Al final de la temporada 2006/07, el FC Rapid Lugano terminó en el último lugar y fue relegado a la Nationalliga B. En la temporada 2015/16, después de su regreso a la Nationalliga A, el club cambió su nombre y se convirtió en Football Femminile Lugano 1976.

## Palmarés
- Nationalliga A (1): 1988/89
- Nationalliga B (2): 2011/12, 2013/14.